# São Caetano do Sul
São Caetano do Sul is een Braziliaanse gemeente in de deelstaat São Paulo. De stad maakt deel uit van de grootstedelijke mesoregio São Paulo. De stad telt ongeveer 152.000 inwoners en is 15,3 km² groot.

## Geografie
São Caetano do Sul is gelegen op een plateau dat deel uitmaakt van de Serra do Mar in het Hoogland van Brazilië.

## Aangrenzende gemeenten
De gemeente grenst aan Santo André, São Bernardo do Campo en São Paulo.

## Ontwikkeling
São Caetano do Sul is de Braziliaanse stad met het hoogste gemiddeld BNP ($ 16.500 in 2003) en heeft een Human Development Index van 0,921 (tussen die van Duitsland en Hongkong).

## Sport
De plaatselijke voetbalclub AD São Caetano speelde meerdere seizoenen in de hoogste Braziliaanse voetbalcompetitie.

## Geboren
- Mário Fernandes (1990), Braziliaans-Russisch voetballer
- Arthur Zanetti (1990), turner

## Galerij

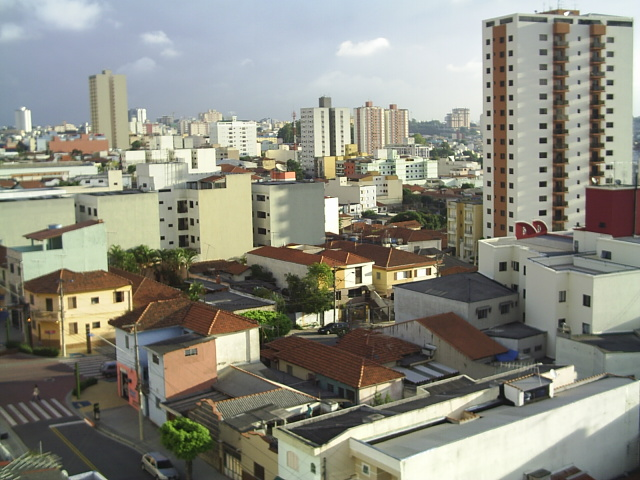
Zicht op São Caetano do Sul
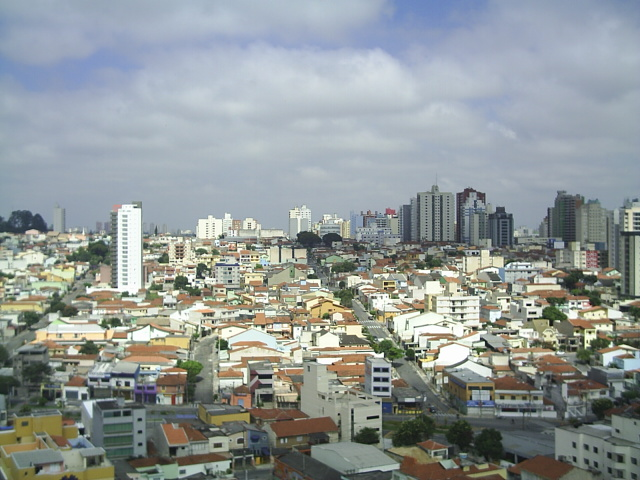
Uitzicht op São Caetano do Sul
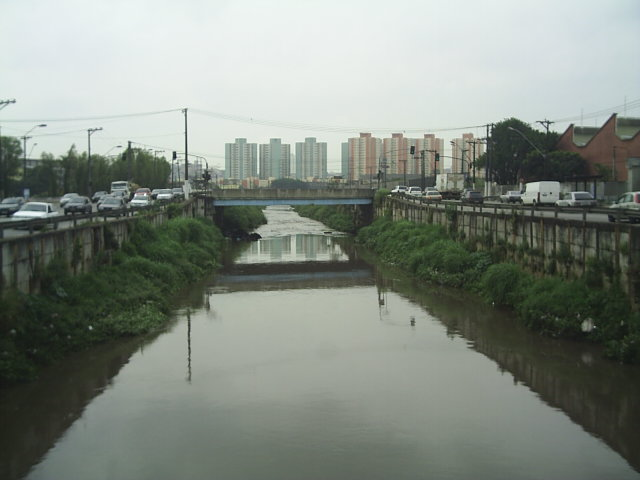
De rivier de Tamanduateí